# جيوسيبي برتلو

جيوسيبي برتلو (بالإيطالية: Giuseppe Bertello)‏ (1 أكتوبر 1942 - ) هو أسقف في الكنيسة الكاثوليكية، ويشغل حاليًا منصب رئاسة وزراء الكوريا الرومانية في الفاتيكان، وكذلك رئيس اللجنة البابوية لشؤون مدينة الفاتيكان.

## حياته

### النشأة
ولد في إيطاليا عام 1942، وانخرط في سلك الكهنوت وغدا كاهنًا في 29 يونيو 1966 من قبل المطران منسا ألبينو، ودرس اللاهوت الرعوي في وقت لاحق، وحصل على شهادة الدكتوراه في القانون الكنسي، من الجامعة الحبرية، حيث درس العلاقات الدبلوماسية أيضًا. دراسته العلاقات الدبلوماسية أهلته الانخراط في السلك الدبلوماسي التابع للكرسي الرسولي عام 1971، وخدم منصب سفير الفاتيكان لدى عدد من الدول، أمثال السودان وتركيا وفنزويلا، كما شغل منصب مندوب البعثة الدائمة للكرسي الرسولي في مكتب الأمم المتحدة في جنيف بسويسرا.

### العمل الأسقفي
رقاه البابا يوحنا بولس الثاني في 17 أكتوبر 1987 إلى منصب رئيس أساقفة شرفي لمدينة سالفيا في إيطاليا، وعيّنه بمنصب القاصد الرسولي إلى غانا وتوغو وبنين، وقد بدأ مهامه بمباركة وزير خارجية الفاتيكان آنذاك أوغوستينو كاسرولي في 28 نوفمبر. وفي 12 يناير 1991 تم نقله إلى رواندا، وشهد عام 1994 المذابح بين الهوتو والتوتسي، وعمل خلال هذه المذابح على إحلال السلام بجهود جمّة.
في مارس 1995، عيّنه البابا يوحنا بولس الثاني مجددًا سفيرًا له في الأمم المتحدة في جنيف عام 1997؛ وكذلك عينه سفير الكرسي الرسولي في منظمة التجارة العالمية. وفي 27 ديسمبر 2000 عينه البابا القصاد الرسولي في المكسيك، وخلال مهمته هذه تمت زيارة البابا إلى المكسيك. وفي عام 2007 عين في منصب يعتبر في الأعراف الفاتيكانية مرموقًا، إذ قام البابا بندكت السادس عشر بتعيينه القاصد الرسولي لدى إيطاليا وسان مارينو.
أخيرًا، وفي 1 أكتوبر 2011 عيّنه البابا بندكت السادس عشر رئيسًا للكوريا الرومانية وهو ما يفسّر أنه رئيس وزراء دولة الفاتيكان تزامنًا مع عيد ميلاده التاسع والستين.